# Pedro García Aspillaga
Pedro Enrique García Aspillaga (Santiago, 7 de octubre de 1960) es un médico, académico y político chileno. Fue ministro de Salud durante el gobierno del presidente Ricardo Lagos.

## Familia y estudios
Cursó sus estudios primarios y secundarios en el Colegio Alianza Francesa de Santiago (1966-1977) y en el Norwalk High School (1977). Se tituló de médico cirujano en la Universidad de Chile. Posteriormente realizó un posgrado MBA en el programa de la Universidad Alberto Hurtado y Loyola College de Baltimore (1998-1999).
Se encuentra casado con María Francisca Castoldi, con quien es padre de dos hijos: María Ignacia y José Pedro.

## Carrera profesional
En 1986 comenzó a ejercer como médico gineco-obstetra en el Hospital del Salvador de Santiago, convirtiéndose en subdirector médico (1994-1996). Posteriormente, en el año 2000, fue nombrado director del Servicio de Salud Metropolitano Oriente, para luego asumir como director del Instituto de Salud Pública (ISP).
En marzo de 2009 asumió como decano de la Facultad de Salud de la Universidad Santo Tomás.

## Carrera política
El año 2003 reemplazó a su amigo Osvaldo Artaza en la titularidad del Ministerio de Salud. En el tiempo en que se desempeñó en la cartera estuvo a cargo de impulsar la Reforma al Sistema de Salud y de implementar unos de los ejes principales del gobierno del presidente Ricardo Lagos, el Plan AUGE, que cubre enfermedades a coste del Estado. Fue sucedido en el cargo en marzo de 2006 por María Soledad Barría, que asumió con la administración liderada por la presidenta Michelle Bachelet.
En las elecciones municipales de 2008 fue elegido como concejal por la comuna de Santiago, siendo reelegido en los comicios de 2012, desempeñando el cargo hasta diciembre de 2016.
Fue militante del Partido Demócrata Cristiano (PDC), donde integraba la corriente más derechista de la colectividad, llamada «Progresismo con Progreso». En la elección presidencial de 2017 fue uno de los militantes demócratacristianos que no le dio el apoyo al abanderado de la Nueva Mayoría, Alejandro Guillier, en el balotaje. Tras la derrota de Guillier, militantes del PDC solicitaron la expulsión del partido de García, quien finalmente renunció el 3 de enero de 2018.

## Controversias
Durante su desempeño como ministro de Salud fue criticado por varias declaraciones que dio a la prensa. En junio de 2003, consultado por la escasez de leche en los consultorios, dijo a un periodista «Pregúntenle a las vacas por qué no dieron leche». El presidente Ricardo Lagos aseguró que García lo pudo «haber dicho mejor», mientras que el ministro de Agricultura Jaime Campos negó que hubiera déficit de leche. Ese mismo año, afirmó que «con la hepatitis estamos comiendo caca  [sic]», por un brote de la enfermedad.
En 2004, se refirió a la campaña de prevención del virus hanta afirmando que «aquí no hay ninguna agenda antirratones» y que «buscamos una salud más mejor...  [sic] como dijo el huaso». En 2005 respondió a una mujer que reclamaba por el costo del hilo dental con la frase «un hilo de coser se puede usar», lo cual generó críticas del Colegio de Odontólogos.

## Historial electoral

### Elecciones municipales de 2008
- Elecciones municipales de 2008, para el Concejo Municipal de Santiago[12]

(Se consideran solamente los candidatos con más del 3% de los votos)
| Candidato                         | Pacto                    | Partido | Votos  | %     | Resultado |
| --------------------------------- | ------------------------ | ------- | ------ | ----- | --------- |
| Jorge Alessandri Vergara          | Alianza                  | UDI     | 13 924 | 14,39 | Concejal  |
| Claudia Pascual Grau              | Juntos Podemos Más       | PC      | 7933   | 8,20  | Concejala |
| Carolina Lavín Aliaga             | Alianza                  | UDI     | 7698   | 7,96  | Concejala |
| Bruno Baranda Ferrán              | Alianza                  | RN      | 7655   | 7,91  | Concejal  |
| Pedro García Aspillaga            | Concertación Democrática | PDC     | 5687   | 5,88  | Concejal  |
| Rodrigo Mekis Martínez            | Alianza                  | ILE     | 5656   | 5,85  | Concejal  |
| Álvaro Undurraga Julio            | Alianza                  | RN      | 5633   | 5,82  |           |
| Ismael Calderón Larach            | Concertación Democrática | PS      | 5122   | 5,29  | Concejal  |
| María Teresa Viera-Gallo Chadwick | Concertación Democrática | ILC     | 4126   | 4,27  |           |
| Loreto Schnake Neale              | Concertación Progresista | PPD     | 3816   | 3,94  | Concejala |
| Alfredo Morgado Travezan          | Concertación Progresista | PPD     | 3411   | 3,53  |           |

### Elecciones municipales de 2012
- Elecciones municipales de 2012, para el Concejo Municipal de Santiago[13]

(Se consideran los candidatos con más del 2% de los votos)
| Candidato                 | Pacto                    | Partido | Votos | Resultado |
| ------------------------- | ------------------------ | ------- | ----- | --------- |
| Claudia Pascual Grau      | Por un Chile Justo       | PCCh    | 7957  | Concejala |
| Alfredo Morgado Travezan  | Por un Chile Justo       | PPD     | 7744  | Concejal  |
| Carolina Lavín Aliaga     | Coalición                | UDI     | 7004  | Concejala |
| Felipe Alessandri Vergara | Coalición                | RN      | 6875  | Concejal  |
| Carlos Kubick Orrego      | Coalición                | UDI     | 4824  | Concejal  |
| Esperanza Alcaíno Cueto   | Coalición                | ILH     | 4148  | Concejala |
| Ismael Calderón Larach    | Concertación Democrática | PS      | 3967  | Concejal  |
| Loreto Schnake Neale      | Por un Chile Justo       | PPD     | 3944  | Concejala |
| Pedro García Aspillaga    | Concertación Democrática | PDC     | 2803  | Concejal  |
| Leonel Herrera Silva      | Coalición                | ILH     | 2492  | Concejal  |
| Christian Espejo Muñoz    | Coalición                | UDI     | 2413  |           |
| Alejandro Vega Campos     | Por un Chile Justo       | PPD     | 2111  |           |
| Rosario Carvajal Araya    | Igualdad para Chile      | ILA     | 2015  |           |
| Sebastián Keitel Bianchi  | Coalición                | UDI     | 1752  |           |
| Paulo Lincir Espinoza     | Concertación Democrática | PS      | 1733  |           |